# 無調のバガテル
無調のバガテル（フランス語：Bagatelle sans tonalité, ドイツ語 Bagatelle ohne Tonart）サール番号 S.216aはフランツ・リストが作曲したピアノ曲である。1885年に作曲された。
「調のないバガテル」「調性のないバガテル」と呼ばれることもある。

## 概要
この曲はリストの最晩年、1885年に作曲された曲で、音楽史上もっとも古い無調を標榜する音楽である。ただしシェーンベルクら新ウィーン楽派の、西洋音楽の音律における12のピッチクラスを自由に使用し、後に12音音楽へと発展する無調とは異なり、『移調の限られた旋法』第2番と一致する旋法を基本に作られた曲である。
もともとこの曲のタイトルは「メフィスト・ワルツ第4番」であったが、後にこのタイトルは削除され、しっかりと「無調」と記されたタイトルになった。作曲上の経緯から、「メフィスト・ワルツ集」と称するCDにはこの曲が必ず収録される。
なお「メフィスト・ワルツ第4番」は別の曲として後に彼の手によって作曲されたが、中間部はスケッチのみが残され構想上未完となった。一応曲は終止線のところまで書かれており、曲としては完成している（その後、レスリー・ハワードにより補筆完成された）。
「無調のバガテル」は完成直後の1885年7月10日にヴァイマルで、リストの弟子の一人であるフーゴー・マンスフェルトの演奏で初演されたが、長い間知られておらず、リストの死後70年経過した1956年に再発見され、Editio Musica Budapestより出版された。同時期に「メフィスト・ワルツ第4番」も見つかった。
速度指定はAllegretto mosso、4分の3拍子。曲の雰囲気は非常に独特の空気が漂う。最後は4分の4拍子に転じ、減七和音の半音階的平行移動で終結するようになっており、曲が円満完結されないような和音で終わっているのもこの曲の大きな特徴である。

## 世界初録音
フランス・クリダの手により世界初録音された。